# Società Archeologica di Atene
La Società Archeologica di Atene (in greco Η Εν Αθήναις Αρχαιολογική Εταιρεία?, I En Athines Archeologiki Eteria) è un ente culturale fondato nel 1837 per preservare l'antico patrimonio archeologico della Grecia.

## Storia e descrizione
La Società Archeologica di Atene venne fondata su iniziativa del barone Konstantinos Bellios il 6 gennaio 1837, sotto la guida del re di Grecia Ottone, con l'ausilio di un gruppo di studiosi e politi greci, tra cui Iakōbakēs Rizos Nerulos e Kyriákos Pittákis: l'obiettivo dell'associazione era quello di redigere un inventario e localizzare e restaurare i monumenti dell'Antica Grecia. Il primo presidente fu Ludwig Ross.
Nei primi anni di esistenza la Società Archeologica di Atene si occupò del restauro del Partenone e intraprese scavi presso il teatro di Dioniso, l'odeo di Erode Attico e della Torre dei Venti. Dopo un breve periodo di inattività legata a difficoltà finanziarie, le indagini ripresero e riguardarono, tra il 1854 e il 1894, il Ceramico, la biblioteca di Adriano e l'Agorà Romana. Altre campagne di scavi furono condotte in diverse località dell'Attica, della Beozia, del Peloponneso e delle Cicladi. In questo periodo furono inoltre fondati ad Atene diversi musei, confluiti poi nel Museo archeologico nazionale.
Ogni anno la Società Archeologica di Atene pubblica un sunto delle varie missioni e una recensione dettagliata dei monumenti esplorati.